# Le Visage de Karin
Pour plus de détails, voir Fiche technique et Distribution.
Le Visage de Karin (Karins ansikte) est un court métrage documentaire suédois réalisé par Ingmar Bergman, sorti en 1984.

## Synopsis
Le Visage de Karin, du nom de la mère du cinéaste, est un bout à bout de photographies de famille, sans commentaire, accompagné de la musique de Käbi Laretei - par ailleurs ancienne épouse d'Ingmar Bergman.

## Fiche technique
- Titre : Le Visage de Karin
- Titre original : Karins ansikte
- Réalisation : Ingmar Bergman
- Scénario : Ingmar Bergman
- Musique : Käbi Laretei
- Photographie : Arne Carlsson
- Montage : Sylvia Ingemarsson
- Pays de production :  Suède
- Langue originale : sonore sans dialogues ; textes en suédois
- Format : couleurs et noir et blanc
- Genre : documentaire
- Durée : 14 minutes
- Date de sortie : 1984